# Archibald James Campbell

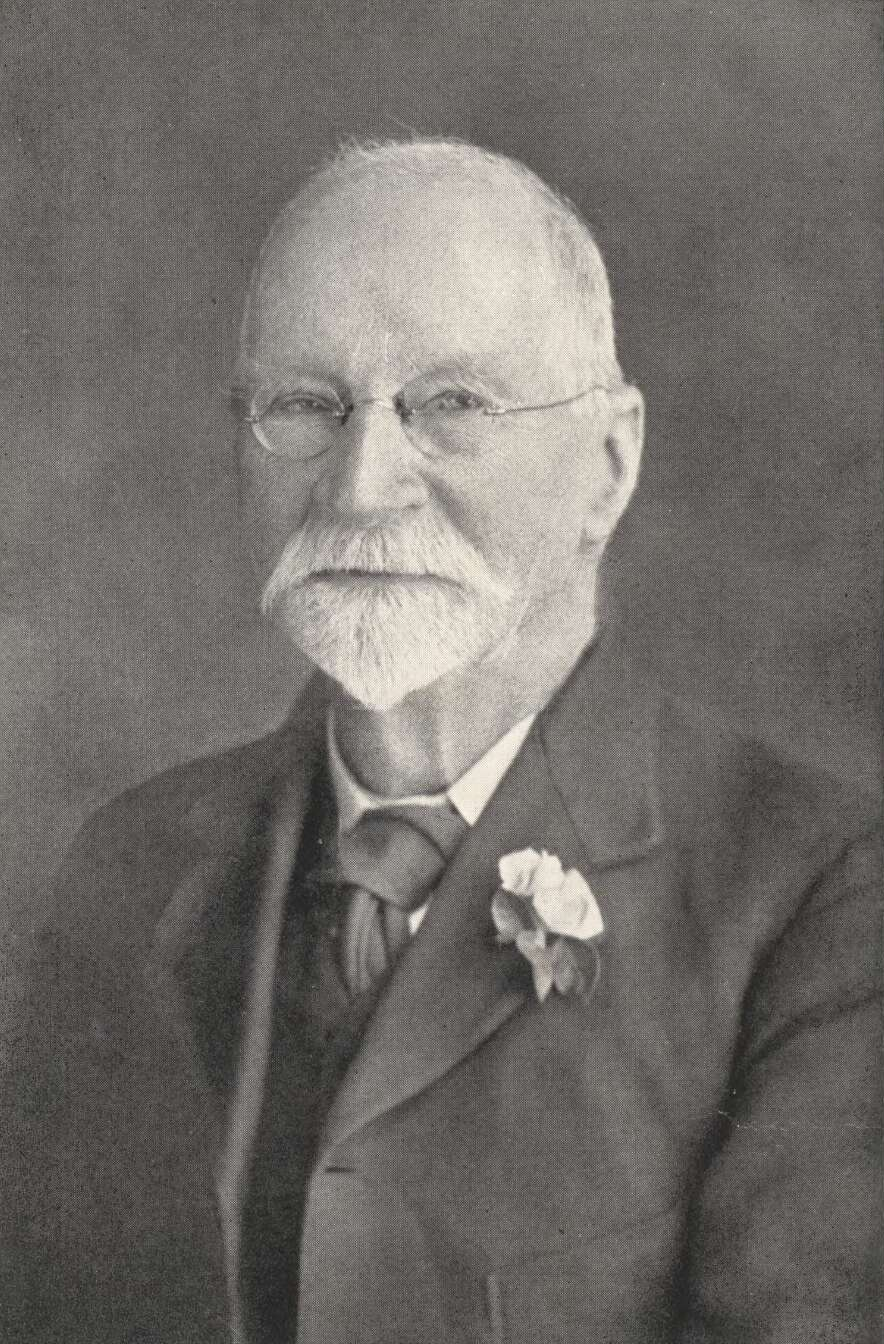

Archibald James Campbell (18 de fevereiro de 1853 - 11 de setembro de 1929) foi um funcionário público australiano no Serviço Alfandegário do governo vitoriano (mais tarde australiano). No entanto, sua reputação internacional se baseia em sua experiência como ornitólogo e naturalista amador.
Ele foi um dos principais fundadores da Royal Australasian Ornithologists Union (RAOU) em 1901 e atuou como presidente em 1909 e 1928.